# Афаніус іспанський
Афаніус іспанський (Aphanius iberus) — невелика риба родини коропозубих (Cyprinodontidae). Ендемік Іспанії. Раритетний вид риб, занесений до Червоного списку МСОП та інших природоохоронних документів.

## Опис
Дрібна рибка, завдовжки до 5,5 см. Самиці довші за самців того ж віку. Риба має довгасте тіло і округлі плавці. Спинний плавець недорозвинений. Луска велика, налічують від 20 до 26 рядів в найширшій точці. Самці позначені синюватими і сріблястими вертикальними смугами на боках і темними смугами на хвостовому плавці. Самиці, як правило, зеленувато-бурі з темними вкрапленнями, неправильно розподіленими по їхньому тілу; плавці прозорі і здебільшого без малюнка. Деякі популяції мають короткі темні смуги на відміну від плям.

## Поширення
Ендемік Іспанії. Поширений у річках, болотах і ставках у вузькій смузі вздовж середземноморського узбережжя країни.

## Спосіб життя
Населяє мілкі повільні водойми, такі як гирла річок, прибережні озера та ставки. Трапляється як у солоній, так і в прісній воді через здатність переносити високий рівень засолення. Всеїдний вид. Харчується комахами, ракоподібними, хробаками та водоростями.

## Охорона
Раритетний вид риб, занесений до Червоного списку МСОП (охоронна категорія: вид перебуває в небезпечному стані). На більшій частині ареалу стан природних популяцій виду наразі залишається нестабільним. В ряді регіонів спостерігається тенденція до зниження чисельності популяції виду. Тому афаніус іспанський занесений до Додатку 3 Бернської конвенції (охоронна категорія: вид підлягає охороні), а також до Директиви Європейського Союзу 92/43/ЄС «Про збереження природних оселищ та видів природної фауни і флори» (Додаток II. Види рослин і тварин, що становлять особливий інтерес для Європейського Союзу, збереження яких потребує створення територій особливої охорони).